# Prelez
Plerez (Bulgaars: Плерез) is een dorp in Bulgarije. Het is gelegen in de gemeente Zavet in de oblast  Razgrad en telde op 31 december 2019 zo’n 455 inwoners.

## Bevolking
Op 31 december 2019 telde het dorp Prelez 651 inwoners, een halvering vergeleken met de jaren 1980-1989. De grootste bevolkingsgroep vormen de etnische Bulgaarse Turken (98%).
Brestovene · Ivan Sjisjmanovo · Ostrovo · Prelez · Soesjevo · Veselets · Zavet